# Operation Condor
Operation Condor (Spansk: Operación Cóndor; Portugisisk: Operação Condor) var en USA-støttet kampagne mod venstreorienterede grupper og andre modstandere mod militærregimerne i de latinamerikanske lande Argentina, Bolivia, Brasilien, Chile, Paraguay og Uruguay fra 1968-1989. Kampagnen blev udført med politisk undertrykkelse og statsterror, heriblandt tortur og mord af politiske modstandere.
Den mest berygtede del af Operation Condor fandt sted i Chile under Augusto Pinochets USA-støttede diktatur.

## Retssager og dommme
Retssager og dommme i forbindelse med tortur og drab i forbindelse med Operation Condor:
- I 2011 blev Alfredo Astiz dømt, og han sidder stadig i fængsel (per 2016).

- I 2013 startede en retssag i Argentina; I maj 2016 er 15 af de 18 tiltalte i sagen fundet skyldig i delagtighed i Operation Condor; Argentinas sidste militærdiktator Reynaldo Bignone blev idømt 20 års fængsel for at lade over 100 mennesker forsvinde under Operation Condor; Den pensionerede oberst Manuel Cordero fra Uruguay - den eneste ikke-argentiner på anklagebænken - blev dømt til 25 års fængsel.[3]

- I 2017 blev i Chile 106 tidligere agenter fra Direccion de Inteligencia Nacional (DINA) dømt til mellem 541 dage og 20 års fængsel.[4]